# BSG Chemie Guben

Logo der BSG Chemie Guben

Die BSG Chemie Wilhelm-Pieck-Stadt Guben war eine Betriebssportgemeinschaft aus Wilhelm-Pieck-Stadt Guben, welche nach dem Zweiten Weltkrieg als inoffizieller Nachfolger des 1. FC Guben gegründet wurde. Der Verein firmierte zudem unter den Namen BSG KWU Rot-Weiß Guben und BSG Fortschritt Guben. Nach der Wende wurde der Verein als SV Chemie Guben neugegründet.

## Vorgeschichte
Der 1. FC Guben wurde 1923 aus der im Jahr 1910 geschaffenen Fußballabteilung des MTV Guben gegründet. Schon Mitte der 1930er Jahre gelang dem 1. FC Guben der Aufstieg in die Gauliga Berlin-Brandenburg. Die damals höchste deutsche Spielklasse mussten die Südbrandenburger nach nur einer Spielzeit gemeinsam mit dem SC Union Oberschöneweide wieder verlassen. Nach dem Zweiten Weltkrieg wurde der Verein 1. FC Guben, wie alle anderen Vereine auch, aufgelöst.

## Geschichte
Nach dem Zweiten Weltkrieg wurde der 1. FC Guben als SG Guben-Mitte neu gegründet. Nach der Saison wurde der Verein in eine Betriebssportgemeinschaft umgegründet, welche den Namen BSG KWU Rot-Weiß Guben trug. In der Spielzeit 1949/50 belegte die Mannschaft unter dem neuen Namen den zehnten Platz. Im Jahr 1950 wurde der Verein in BSG Fortschritt Guben umbenannt. Im Jahr 1961 wurde der Verein erneut umbenannt. Der Verein trat nun unter dem Namen BSG Chemie Wilhelm-Pieck-Stadt Guben an. Nach der Wende wurde der Verein als SV Chemie Guben neugegründet.

## Sektion

### Handball
Zur Saison 1971/72 stiegen die Handballerinnen der BSG Chemie Guben in die DDR-Liga, die zweithöchste Liga im DDR-Handball, auf. Als Viertplatzierte in der Staffel Süd konnte Chemie Guben die Klasse halten. Mit einem fünften Platz in der darauffolgenden Saison konnten die Handballerinnen aus Guben ihre Leistungen aus der Vorsaison bestätigen. Vor der Saison 1973/74 wurden sie in die Staffel Nord umgruppiert und man belegte am Saisonende hinter der zweiten Mannschaft vom SC Empor Rostock den zweiten Platz und qualifizierte sich dadurch für die Relegation zum Aufstieg in die DDR-Oberliga. Dort traf die Mannschaft auf BSG Empor Brandenburger Tor Berlin, welche die Mannschaft von der SG Dynamo Weißensee übernommen hatte, sowie auf die BSG Post Magdeburg und die BSG Umformtechnik Erfurt. Als Erstplatzierter sicherte man sich einen Platz in der DDR-Oberliga.
In der ersten DDR-Oberliga-Saison belegte man nach der Hauptrunde den achten Platz und musste dadurch in die Abstiegsrunde, wo man genauso wie die BSG Halloren Halle und die HSG DHfK Leipzig den Klassenerhalt sicherte. Die Spielzeit 1975/76 wurde als Hin- und Rückrunde ausgetragen und die Mannschaft aus Guben sicherte sich mit den achten Platz knapp den Klassenerhalt. Die Spielzeit 1976/77 wurde erneut als Hauptrunde und Abstiegs- und Meisterrunde ausgetragen. Als Vorletzter der Hauptrunde konnte man in die Abstiegsrunde den Abstieg nicht verhindern.
In der folgenden Saison schaffte man den direkten Wiederaufstieg in die DDR-Oberliga. Am Saisonende der DDR-Oberliga-Saison belegten sie den Vorletzten Platz und mussten gemeinsam mit der BSG Umformtechnik Erfurt aus der Liga absteigen. Einen erneuten Wiederaufstieg verpasste die Mannschaft durch einen fünften Platz. Auch in den folgenden Spielzeiten verpasste man den Aufstieg in die DDR-Oberliga.

### Fußball
Nach dem Zweiten Weltkrieg spielten die Fußballer des ehemaligen 1. FC Gruben als SG Gruben Mitte in der Spielzeit 1948/49 in der Landesklasse Brandenburg. In der Staffel Ost belegte die Mannschaft den fünften Platz. Die nächste Saison traten die Fußballer als Teil der BSG KWU Rot-Weiß Guben an und in der Spielzeit 1949/50 belegte die Mannschaft unter den neuen Namen den zehnten Platz. Nach der Saison wurde der Verein in BSG Fortschritt Guben umbenannt.
Nachdem die Mannschaft in der Saison 1950/51 den elften Platz belegt und den Klassenerhalt geschafft hatte, belegte sie in der Saison 1951/52 den fünften Platz. Nach der Verwaltungsreform von 1952 trat die Mannschaft in der Bezirksliga Cottbus an. Der Verein nahm am FDGB-Pokal 1952/54 teil und die Mannschaft traf in der ersten Hauptrunde auf die BSG Einheit Burg. Nach dem 2:0-Sieg schieden sie durch eine 1:8-Niederlage gegen die BSG Motor Altenburg aus. Im Jahr 1961 wurde der Verein erneut umbenannt. Der Verein trat nun unter den Namen BSG Chemie Wilhelm-Pieck-Stadt Guben an.
In der Saison 1985/86 gewann der Verein die Bezirksliga Cottbus und qualifizierte sich damit für die Aufstiegsrunde zur DDR-Liga. In der Staffel 3 der Aufstiegsrunde setzte sich die Mannschaft aus Guben gemeinsam mit der BSG Aktivist Kali Werra Tiefenort durch. In der DDR-Liga konnte sich der Verein nicht durchsetzen und steig in der Saison 1986/87 als Tabellenletzter der Staffel A aus der DDR-Liga ab. Während der DDR-Liga-Saison wurde die Mannschaft aus Guben vom 161-fachen Oberligaspieler Roland Hammer trainiert.
In der Saison 1988/89 qualifizierte sich die BSG Chemie Guben für die Aufstiegsrunde zur DDR-Liga und setzte sich in der Staffel 3 der Aufstiegsrunde gemeinsam mit der BSG Aufbau dkk Krumhermersdorf durch. Im Gegensatz zur ersten Saison in der DDR-Liga konnte der Verein Spielzeit 1989/90 durch einen elften Platz in der Staffel A die Klasse halten.

## Bekannte Spieler
- Matthias Jahn
- Ingolf Schneider

## Nachfolge
In der Folgesaison wurde die Fußballabteilung, welche nach der Wende für den Verein SV Chemie Guben 1990 antrat, hinter dem 1. FC Union Berlin der zweite Platz erreicht, und nur knapp der Aufstieg verpasst. Der Verein verschwand danach recht schnell in der Versenkung und spielte seitdem auf Landesebene. Im Jahr 2003 fusionierte die Fußballabteilung von Chemie Guben mit dem ESV Lok Guben und gründete den 1. FC Guben neu. Derzeitige Spielklasse ist die siebtklassige Landesliga Brandenburg Süd.

## Statistik
- Teilnahme DDR-Liga: 1986/87, 1989/90
- Ewige Tabelle der DDR-Liga: Rang 104 (gemeinsam mit SV Chemie Guben)